# Carmen Meléndez de Cálix
Carmen Meléndez de Cálix – honduraska polityczka. Jedna z trzech pierwszych kobiet (pozostałymi były Herlinda Blanco de Bonilla oraz Carmen Griffin de Lefreve) wybrana do Kongresu Narodowego Hondurasu, w którym zasiadała od 1957 roku.

## Życiorys
Angażowała się w działania nacjonalistyczne w departamencie Atlántida. Była aktywną działaczką i liderką Partido Nacional de Honduras.
W styczniu 1955 roku kobiety uzyskały prawo do głosu w Hondurasie. W 1957 roku Carmen Meléndez de Cálix (reprezentowała departament Atlántida), Herlinda Blanco de Bonilla oraz Carmen Griffin de Lefreve (dwie ostatnie z ramienia Partii Liberalnej Hondurasu) zostały wybrane w skład organu, który miał za zadanie spisanie nowej konstytucji kraju. Po przekształceniu się tego organu w Kongres Narodowy Hondurasu zostały jego członkiniami. Zostały pierwszymi kobietami w historii kraju wybranymi do parlamentu.
Była sygnatariuszką konstytucji Hondurasu z 1957 roku.